# Sovka zední
Sovka zední (Otus murivorus), také sýček zední a výr rodriguezský, je vyhynulý druh puštíkovitého ptáka.

## Systematika
Dlouhodobě šlo o jeden ze tří druhů z rodu Mascarenotus (česky sovka). Původně byl řazen též do rodu Athene. Studie z roku 2018 sloučila zástupce rodu Mascarenotus v rámci rodu Otus (česky výreček). Postavení sovky zední v rámci tohoto kladu však nebylo uspokojivě vyřešeno.
Podobně jako řada maskarénských suchozemských ptáků byl rod Macarenotus příbuzný taxonům z jihovýchodní Asie, jeho předkem byl zřejmě výreček asijský (Otus sunia).

## Popis
Informací se o ptákovi zachovalo jen málo. Druh popsal Alphonse Milne-Edwards v Comptes Rendus de l'Académie des Sciences na základě kosterních pozůstatků, které se lišily od všech ostatních druhů na ostrově. Od té doby bylo objeveno více subfosílií a některé pozůstatky jsou do dnešních dnů zachovány v muzeích (Cambridge, Paříž, Tring). Pták měřil něco přes 20 cm, přesný vzhled však zůstává záhadou.
Některé zprávy o fauně ostrova zanechali Julien Tafforet nebo François Leguat, jedni z prvních osadníků na ostrově. Tafforet napsal do své knihy Relation de l'isle Rodrigues (1726), že se sovka podobala puštíkovi obecnému a při pěkném počasí se ozývala monotónním zvukem. Lovila jiné ptáky a plazy. Podle Tafforeta žila na stromech, vyvinuté kosti končetin ale poukazují i na život na zemi. Rodrigues byl prostý predátorů, proto zde některé druhy ptáků i ztratily schopnost létat. Pozorování Leguata zase poukazují, že sovka měla vyvinutá „ouška” (Leguat nazval popisovanou sovu hiboux, což byl francouzský termín pro sovy „s oušky”).

## Biologie
Sovka zední obývala lesy na ostrově Rodrigues (Mauricius), který se nachází v Indickém oceánu. Byla zdejším endemitem.
Sovku pozoroval Tafforet ještě v roce 1726. Roku 1761 se na Rodrigues vydal astronom Alexandre Guy Pingré, aby tu pozoroval přechod Venuše přes Slunce. O sově se nezmiňoval; do té doby proto asi na ostrově vyhynula. Hrozbou se staly lidské aktivity. Ptáci byli loveni a les na ostrově lidé vykáceli; pro sovku, který hnízdila v dutinách stromů, to byla katastrofa. Výrazný vliv na její populace zřejmě měly i zavlečené druhy savců, jako byly kočky nebo krysy. Společně s ní vyhynuly i jiné původní druhy živočichů.